# Cosmarium candianum
Cosmarium candianum là một loài Song tinh tảo trong họ Desmidiaceae, thuộc chi Cosmarium.